# Cerco de Tomar
O Cerco de Tomar deu-se em 1190 entre o Califado Almóada e a Ordem dos Templários, que defendeu a cidade e castelo de Tomar do assédio muçulmano.

## Contexto
O mestre dos Templários em Portugal era a esta data o formidável D. Gualdim Pais, que passara cinco anos na Terra Santa e pouco depois do ter regressado a Portugal iniciou em pessoa a construção do castelo de Tomar. Tomar foi fundada a 1 de março de 1160 para ser a sede da Ordem em Portugal. D. Gualdim trouxe técnicas novas e foi dada especial atenção ao traçado e construção de Tomar, pois foi o primeiro castelo templário concebido de raiz como sede da Ordem em Portugal. Apresentava uma série de inovações de design militar, como uma torre de menagem, um alambor e era um claro afastamento do típico castelo ibérico. Apresentava elementos muçulmanos como uma praça, almedina e alcáçova.
Depois de ter o rei D. Sancho capturado a grande cidade muçulmana de Silves, no sudoeste da Península Ibérica, o califa almóada Yaqub Almançor decidiu levar a cabo uma série de campanhas militares contra Portugal. Foi assinada uma trégua com o rei Afonso VIII de Castela, deixando al-Mansur livre para avançar pelo Alentejo. Silves foi sitiada, Alcácer do Sal, Palmela, Almada, Abrantes foram capturadas e, avançando para norte do rio Tejo, Torres Novas foi capturada. O califa então dividiu as suas forças e sitiou tanto Tomar como Santarém ao mesmo tempo. Alguns almóadas marcharam para norte e alcançaram as muralhas de Coimbra, destruindo Leiria pelo caminho.

## O cerco
Tomar era então um dos castelos mais fortes de Portugal.
D. Gualdim Pais levou a cabo uma surtida de 300 cavaleiros contra o exército almóada.  Os almóadas conseguiram capturar o portão principal da cidade, mas foram rechaçado após combates tão sangrentos que o portão passou a ser conhecido como "Porta do Sangue". Alguns dos Templários realizaram um ataque ao acampamento almóada através de um túnel subterrâneo secreto.

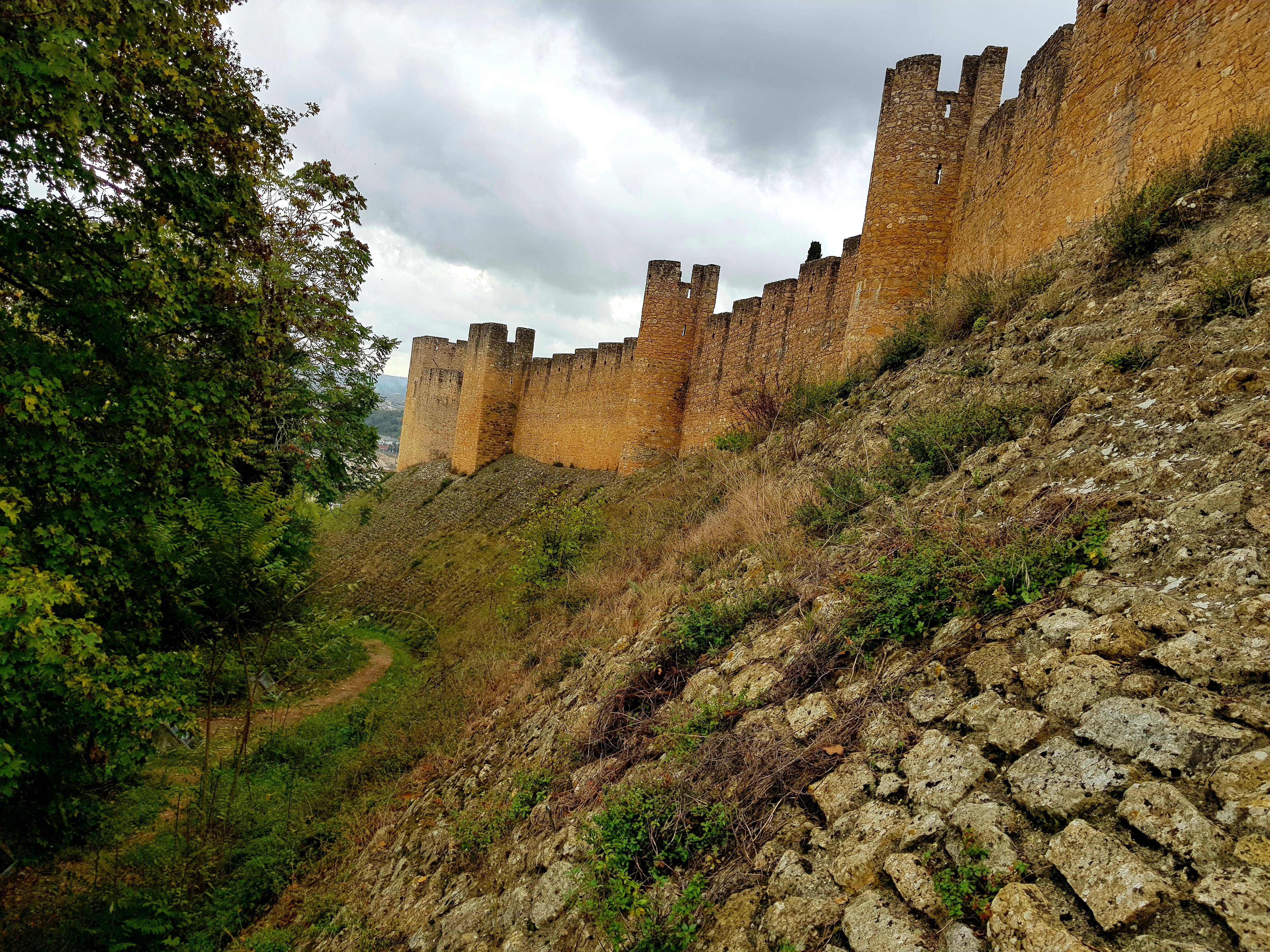
Alambor de Tomar

Entretanto, por mero acaso, vários navios cruzados ingleses e franceses fizeram escala em Silves e Lisboa. O rei D. Sancho encontrava-se em Lisboa e com o apoio dos ingleses franceses, rejeitou as propostas de paz que Yaqub lhe dirigira, que envolviam entregar Silves e marchou a socorrer Santarém. Enfrentando uma resistência mais forte do que antecipara, o califa mandou todas as suas tropas bater em retirada. Os muçulmanos só conseguiram devastar os subúrbios não fortificados de Tomar.

## Consequências
Os Templários quebraram o ímpeto da ofensiva almóada. A valorosa defesa de Tomar confirmou a importância militar dos Templários como parte indispensável da defesa de Portugal. A acção relativamente curta foi contada nos anais dos Templários como uma grande vitória. Posteriormente, a Ordem voltou a juntar-se mais activamente aos esforços portugueses na reconquista do território aos muçulmanos.